# Ченто (Форли-Чезена)
Ченто (итал. Cento) је насеље у Италији у округу Форли-Чезена, региону Емилија-Ромања.
Према процени из 2011. у насељу је живело 117 становника. Насеље се налази на надморској висини од 200 м.